# Tulum (instrument)
Pour les articles homonymes, voir Tulum (homonymie).
Le tulum, parfois touloum ou tuloum, est un puissant instrument à vent turc de la famille de la cornemuse, il est à l'origine fabriqué par les bergers en peau de mouton et en bois. Le tulum se joue essentiellement en plein air dans la région sud-est de la mer Noire, des régions anatoliennes turques jusqu'au Caucase, où, sous le nom de guda en laze, il est essentiellement joué par les Turcs de la Mer Noire.

## Instrument des populations paysannes ou semi-nomades proches de la mer noire, en Anatolie et au Caucase
Le tulum s'apparente de par sa forme aux autres cornemuses jouées dans le Caucase, comme les gudastviri et chiboni géorgiennes ou le parkapzuk arménien. Aussi cette forme ancienne de cornemuse à double anche, produisant une sonorité puissante, peut être rapprochée de la gaita espagnole ou de la gaida des Balkans.
La région de la mer noire était autrefois une région multiculturelle, et certains paysages pastoraux se rapprochaient de l'Europe centrale (Hongrie), méridionale (Italie, Espagne) ou celtique (Écosse, Irlande).
Les populations diverses d'origine caucasienne étaient nommées par le qualificatif turc kafka quelles que soient leurs confessions. En Anatolie, il existait de fortes minorités caucasiennes, parmi lesquelles les Arméniens, les Lazes et autres groupes géorgiens, ou azéris. Mais ces minorités tendent irrémédiablement à se fondre dans le creuset turcophone et s'intégrer à la société moderne turque. Le tulum est passé dans le folklore turc, au niveau national.
Il s'agit d'un chalumeau ou simple tuyau à double anche. Une des anches donne la mélodie déclinée en cinq notes, l'autre permet de jouer la résonance. Le tulum peut être un instrument typique de soliste, entamant un chant avec contre-chant ou une succession d'appel et de réponse, vivifiée grâce à la poche de réserve d'air.
Par le déploiement d'un fort volume sonore, l'instrument de musique a marqué la musique de plein air ou de cérémonies et/ou manifestations de joie bruyante comme les mariages ou les grandes occasions de réunions populaires. Dans le monde urbain turc, il n'est pas rare dans un parc ou sur un rivage d'entendre le son d'un tulum, généralement encore soufflé par un ressortissant des contrées voisines de la Mer Noire.
Aujourd'hui comme hier, en Anatolie du Nord et du Nord-Est, le tulum participe d'un orchestre folklorique regroupant d'autres instruments à anches, comme la zurna ou le mey, un autre instrument à vent comme le kaval, divers instruments à percussions à commencer par des tambours et des tambourins, et surtout des instruments à cordes, comme le kemençe à trois cordes, sorte de cithare couvrant une octave, une deuxième ou une troisième pouvant être atteinte en résonance par un bourdon ou le bağlama, sorte de luth à long manche, et bien souvent encore le garmon ou l'accordéon, voire l'harmonica circassien.
Aussi est-il parfois surprenant à l'écoute de ces orchestres amateurs de retrouver des airs musicaux soit typiques de steppes turco-mongoles apportées parfois par la prééminence accordée à quelques vibrations de cordes, soit similaires aux anciennes fêtes villageoises médiévales européennes (influence génoise ?), même si l'essentiel de l'orchestration est nettement sous influence (souvent lancinante ou calqué sur des poncifs récents) de l'art musical arabo-musulman de Méditerranée méridionale ou orientale. Il n'en reste pas moins que les joueurs et compositeurs de tulum, s'il bénéficie d'une longue tradition, continuent d'innover sans vergogne et d'adapter les musiques jouées tout en renouvelant incessamment, génération après génération, leur répertoire.

## Histoire
L'instrument se nommait guda dans le monde laze. Le tulum turc et anatolien lui correspond et a sans doute la même origine lointaine, alliant dans les hypothèses les plus hardies, quoique plausibles, les mondes anciens des steppes (signal de guerre, appel) aux premiers mondes agricoles mésopotamiens, en passant par les peuples hittites ou les éphémères celtes d'Anatolie.
Toutefois, une des premières mentions précises de l'instrument tulum remonte à une observation du voyageur Nicholas de Nicolay à Istanbul au XVIe siècle.
Le répertoire abordé avec cet instrument révèle des anciennes structures et des rythmes caractéristiques de la poésie traditionnelle, en particulier poésie épique genre destan,  et surtout propres aux danses locales soit en rond soit en ligne face à face. Le tulum est néanmoins toujours associé à la tradition des chansons de chemineaux ou de transhumance semi-nomade, nommée Yol Havalari.
La fabrication et la pratique de la cornemuse traditionnelle (gayda/tulum) sont inscrites sur la liste représentative du patrimoine culturel immatériel de l'humanité par l'UNESCO en 2024 à l'initiative de la Macédoine du Nord et de la Turquie.

## Discographie
- Emin Yağci, Tulum a sound from the Black sea, Turkish Musical Traditions, enregistrement au studio ASC d'Ankara, éditeur Felmay, San Germano Casale Monferrato, province d'Alexandrie, Piémont (Italie), 2011.